# Mirella Emiliozzi
Mirella Emiliozzi (Macerata, 11 giugno 1968) è una politica italiana, deputata della XVIII legislatura per il Movimento 5 Stelle.

## Biografia
Nata a Macerata l'11 giugno 1968, dopo la maturità magistrale si laurea in lingue e letterature straniere presso la Facoltà di Scienze dell'Educazione all'Università di Bologna. Successivamente si specializza in lingua inglese presso la Davie's School di Londra. Conseguita l'abilitazione all'insegnamento in lingua inglese nelle scuole superiori, inizia la carriera di insegnante di inglese negli istituti superiori. È stata iscritta al'Ordine dei Giornalisti delle Marche come pubblicista e ha collaborato per diversi anni con Il Resto del Carlino e il Corriere Adriatico. È consigliere della Fondazione Italia USA.

## Attività politica
La sua attività politica inizia nel 2008 con il meet-up di Beppe Grillo a Civitanova Marche, città dove tuttora risiede. Nel 2012 viene scelta dal gruppo della sua città come candidata sindaco del Comune di Civitanova Marche per il Movimento 5 Stelle. Alle elezioni comunali dello stesso anno raccoglie l’11,98% dei voti, arrivando in terza posizione e non accedendo al secondo turno, ma risultando eletta consigliera comunale e rimanendo in carica fino al 2017.

### Elezione alla Camera dei Deputati
Alle elezioni politiche del 2018 è eletta alla Camera dei Deputati con il Movimento 5 Stelle nel collegio uninominale Marche - 02 (Civitanova Marche), ottenendo il 37,18% (57.644 voti) davanti a Giuseppe Cognigni del centrodestra (35,38%) e a Paolo Petrini del centrosinistra (20,66%) e risultando la più votata nei collegi uninominali della Camera della regione Marche.
A Montecitorio entra a far parte dal 21 giugno 2018 della Commissione Affari Esteri e Comunitari, venendo successivamente eletta Segretario il 29 luglio 2020.
La sua attività nella commissione di competenza è rivolta verso molteplici settori, dalla diplomazia culturale agli istituti italiani di cultura nel mondo, dalla promozione del sistema paese attraverso il Patto per l’Export fino all’emergenza umanitaria nel Corno d'Africa, quest’ultimo tema legato anche al suo ruolo di Presidente dell’Unione Interparlamentare Italia-Corno d'Africa.
Da un punto di vista di atti parlamentari si segnalano i suoi lavori come relatrice di importanti ratifiche di trattati internazionali inerenti ai temi culturali, come la Ratifica ed esecuzione dello Scambio di lettere tra Repubblica italiana e ICCROM sull'istituzione e lo status giuridico del Centro internazionale di studi per la conservazione ed il restauro dei beni culturali, fatto a Roma il 17 marzo 2017, e la Ratifica ed esecuzione della Convenzione del Consiglio d'Europa sulle infrazioni relative ai beni culturali, fatta a Nicosia il 19 maggio 2017, nonché altri lavori di relazione su atti parlamentari particolarmente significativi come quelli sull'attività svolta per la riforma degli istituti italiani di cultura e gli interventi per la promozione della cultura e della lingua italiane all'estero per l’anno 2017, quelli sull'attività svolta dalla società Dante Alighieri nell'anno 2018, e, soprattutto, quelli inerenti alla modifica dei regolamenti e della struttura del Ministero degli Esteri che nel 2021 hanno condotto all’istituzione in seno alla Farnesina di una Direzione Generale per la diplomazia pubblica e culturale riconoscendo finalmente in sede istituzionale l’importanza in sede di rapporti internazionali per l’Italia del suo cosiddetto soft power.
Tra gli atti di natura ispettiva e di indirizzo politico si segnalano, oltre che alcuni interrogazioni e ordini del giorno legati a temi locali, atti legati a problematiche internazionali, come una interrogazione del 2021 inerente alla tutela del Monastero di Decani in Kosovo, patrimonio dell’umanità dell’UNESCO, e le interrogazioni e risoluzioni, queste ultime approvate, sulla situazione umanitaria e politica nel Corno d'Africa: una risoluzione del 2019 sulla situazione dei diritti umani e delle libertà fondamentali in Eritrea, nonché sullo sviluppo economico-culturale eritreo, e un’altra risoluzione del 2021 sulla crisi nella regione etiope del Tigrai.
Alle elezioni politiche del 2022 è ricandidata alla Camera per il Movimento 5 Stelle nel collegio uninominale Marche - 02 (Macerata), dove ottiene il 12,47% ed è superato da Giorgia Latini del centrodestra (49,05%) e da Fulvio Esposito del centrosinistra (23,25%), e in quarta posizione nel collegio plurinominale Marche - 01, non risultando eletta.
Nel maggio del 2024, in occasione delle elezioni europee, viene candidata nella lista del M5S per la circoscrizione centrale.

### Attività interna al Movimento 5 Stelle
Attivista del Movimento 5 Stelle fin dalle origini, dopo la prima esperienza in consiglio comunale e durante il suo mandato parlamentare, a gennaio 2020 viene eletta Facilitatrice per le relazioni esterne per la regione Marche, ruolo che ricopre fino allo scioglimento di queste figure interne al partito (le prime figure organizzative riconosciute nella storia del Movimento 5 Stelle), a seguito dell’elezione nell’estate del 2021 di Giuseppe Conte a presidente del M5S e alla adozione del nuovo Statuto.